# Шаповаловский сельсовет
Шаповаловский сельсовет — сельское поселение в Акбулакском районе Оренбургской области Российской Федерации.
Административный центр — село Шаповалово.

## История
Статус и границы сельского поселения установлены Законом Оренбургской области от 2 сентября 2004 года № 1424/211-III-ОЗ «О наделении муниципальных образований Оренбургской области статусом муниципального района, городского округа, городского поселения, установлении и изменении границ муниципальных образований».

## Население
| 2010 | 2012 | 2013 | 2014 | 2015 | 2016 | 2017 |
| ---- | ---- | ---- | ---- | ---- | ---- | ---- |
| 707  | ↘677 | ↘643 | ↘626 | ↘611 | ↘576 | ↗588 |
| 2018 | 2019 | 2020 | 2021 |      |      |      |
| ↘559 | ↘555 | ↘521 | ↘503 |      |      |      |

## Состав сельского поселения
| № | Населённый пункт | Тип населённого пункта       | Население |
| - | ---------------- | ---------------------------- | --------- |
| 1 | Вершиновка       | посёлок                      | 37        |
| 2 | Новомарьевка     | посёлок                      | 57        |
| 3 | Шаповалово       | село, административный центр | 613       |